# Cesare Bensi
Cesare Bensi (Milano, 11 febbraio 1922 – Varese, 15 agosto 1986) è stato un politico italiano.

## Biografia
Fu tra i fondatori del MUP, commissario politico della 40ª e poi della 42ª brigata "Matteotti", e vicecomandante di tutte le formazioni "Matteotti" durante la liberazione di Milano, nel dopoguerra fu presidente del Fronte della gioventù. 
Esponente del Partito Socialista Italiano, giornalista, segretario del PSI della Federazione di Varese, è stato deputato nazionale al Parlamento dalla prima alla sesta legislatura (restando in carica dal 1948 al 1976). Ha inoltre ricoperto il ruolo di sottosegretario di Stato alle Finanze nei governi Moro I, II e III e di sottosegretario di Stato agli Affari esteri nei governi Rumor IV e V. È stato anche sottosegretario alla Presidenza del consiglio dei ministri con delega per la riforma della pubblica amministrazione nel primo governo Rumor. 
Morì a Varese nel 1986 all'età di 64 anni.